# Papar
I Papar (dall'irlandese pap, padre o papa) furono, secondo recenti fonti storiche, un gruppo di monaci irlandesi che abitarono l'Islanda al tempo dell'arrivo dei norreni. Tuttavia sembra che non siano mai state trovate prove archeologiche della loro esistenza.
Gli scandinavi cominciarono ad insediarsi in Islanda nel IX secolo, ma la più antica fonte che cita l'esistenza dei Papar risale ad oltre 250 anni dopo, nell'Íslendingabók (il "Libro degli Islandesi"), scritto tra il 1122 e il 1133. Si trovano ulteriori riferimenti nel Landnámabók (il "Libro Islandese degli Insediamenti") che cita che i norreni, quando arrivarono in Islanda, vi trovarono preti irlandesi con campane e pastorali.
Una precedente fonte che potrebbe riferirsi ai Papar è il lavoro di Dicuil, un monaco irlandese dell'inizio del IX secolo, che riportava il cammino degli "uomini santi" verso le terre del nord. Tuttavia non è ben chiaro se Dicuil si riferisse all'Islanda, in quanto gli eremiti celti si stabilirono in altre isole del nord, come Orkney e Shetland.
Molti toponimi islandesi sono stati collegati ai Papar, come per esempio l'isola di Papey ma, anche in questo caso, non esistono prove archeologiche che mettano in relazione i due nomi.
Un'altra teoria è che le due fonti siano amalgamate e che Ari Þorgilsson, l'autore dell'Íslendingabók, basò la sua storia anche sugli scritti di Dicuil. Le fonti tradizionali dicono che i Papar lasciarono l'isola quando arrivarono i norreni, ma è stato teorizzato che la loro influenza abbia aiutato la Cristianità ad espandersi in quelle aree.

## Papar nelle Fær Øer
Anche nelle isole Fær Øer esistono molti toponimi che potrebbero essere messi in relazione con i Papar. Il monaco Dicuil, nel suo De Mensura Orbis Terrae (composto nell'825), cita la presenza di Papar in alcune isole a due giorni di navigazione da un gruppo di isole a nord della Britannia (presumibilmente le Fær Øer), i quali, a causa della pressione vichinga, si sarebbero spostati a Thule (presumibilmente l'Islanda), isola che si trovava a 4 o 5 giorni di navigazione dal loro punto di partenza (circa 450 km).